# Quaderna

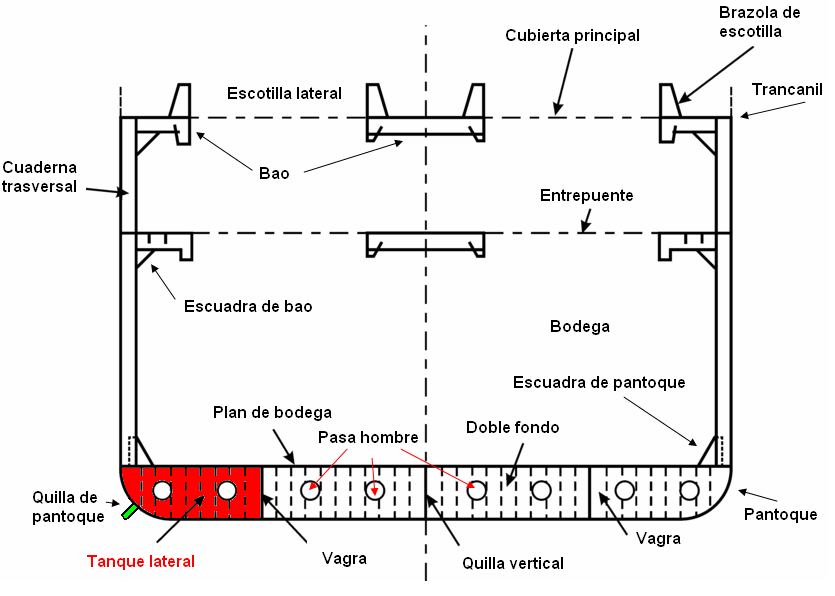
Tall de la secció mitjana d'un mercant.

Una quaderna és cadascuna de les costelles de fusta o altre material que conformen el buc dels vaixells. Es disposen de babord a estribord formen el «costellam» del buc. De popa a proa se situen les carlingues que juntament amb les quadernes constitueixen l'estructura del vaixell.
Les quadernes són peces corbes que afirmen a la quilla i formen el qual podem anomenar esquelet del vaixell. Sobre elles es reblen o solden les planxes o taules que formen el folre (de vegades anomenat «pell») exterior del vaixell. Existeix l'anomenada «quaderna mestra» que és la principal del vaixell i on aquest té la seva major mànega (ample de la nau). Depenent del sistema de construcció, una quaderna pot estar formada per varenga, semivarenga i lligams (primer, segon i successius). A més de contenir els baus.

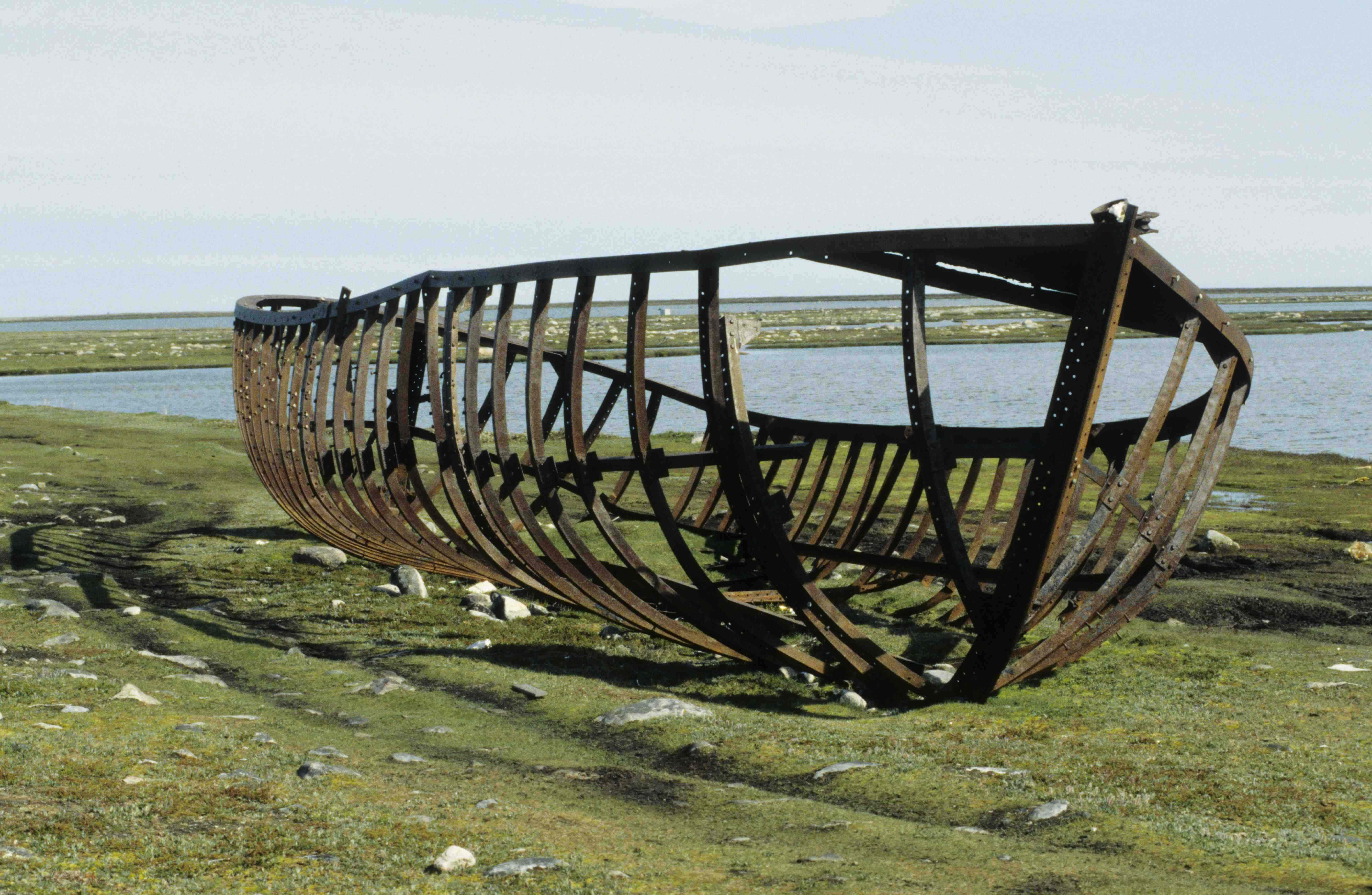
Restes de l'estructura d'un buc balener.

A la fotografia s'aprecia correctament cadascuna de les «costelles" o quadernes de l'estructura d'una xalupa balenera.

## Tipus de quadernes
- Quaderna mestra : la que sobresurt més del centre, amb la base de més extensió, de figura més vasta i de diàmetre igual al bau més gran. Alguns vaixells en tenen dues, una posada al centre de la quilla i una altra més cap a proa.
- quadernes de quadratura : les que se situen a popa i a proa a certa distància de la quaderna mestra.
- quadernes de carcassa : les que el constructor posa a tot el llarg del vaixell per donar-li la seva primera figura
- quadernes intermèdies : les que s'acomoden en els espais que hi ha enmig de les quadernes de carcassa.
- quadernes revirades : les que no formen angle recte amb la quilla.
- quadernes de popa : les últimes d'aquesta part del vaixell.
- Quaderna plana o a esquadra : la que té les cares de dels seus membres en un mateix pla perpendicular al pla diametral del buc.
- quadernes inclinades o aixecades : el mateix que quadernes revirades.
- quadernes apostades : les quadernes d'armar a les que alguns anomenen també impròpiament quadernes mestres, sens dubte considerant-les així respecte a les intermèdies.[1]